# AKB48「沒有驚喜」演唱會
AKB48「沒有驚喜」演唱會（日語：AKB48 サプライズはありません）是日本女子偶像組合AKB48於2010年7月10日至11日在國立代代木競技場第一體育館舉行的演唱會，演出的成員包括AKB48、SKE48及SDN48。

## 概要
- 在演唱會「希望滿席祭 贊否兩論」第1天的公演完結時，公佈將會於2010年7月10日至11日在國立代代木競技場第一體育館舉行演唱會[4][5][6]。
- 演唱會的內容亦於2010年8月18日在NHK衞星第2頻道（即現在的NHK BS Premium）播放。[7][8]

## 參加成員
團隊所屬以演出時為準
- AKB48
  - Team A
    - 岩佐美咲、多田愛佳、大家志津香、片山陽加、倉持明日香、小嶋陽菜、指原莉乃、篠田麻里子、高城亞樹、高橋南（高橋みなみ）、仲川遙香、中田千智（中田ちさと）、仲谷明香、前田敦子、前田亞美、松原夏海

  - Team K
    - 秋元才加、板野友美、內田真由美、梅田彩佳、大島優子、小野惠令奈、菊地彩香（菊地あやか）、田名部生來、中塚智實、仁藤萌乃、野中美鄉、藤江麗奈（藤江れいな）、松井咲子、峯岸南（峯岸みなみ）、宮澤佐江、米澤瑠美

  - Team B
    - 石田晴香、奧真奈美、河西智美、柏木由紀、北原里英、小林香菜、小森美果、佐藤亞美菜、佐藤堇（佐藤すみれ）、佐藤夏希、鈴木瑪利亞（鈴木まりや）、近野莉菜、平嶋夏海、增田有華、宮崎美穗、渡邊麻友

  - Team研究生
    - 8期生：佐野友里子
    - 9期生：大場美奈、島崎遙香、島田晴香、竹內美宥、永尾瑪利亞（永尾まりや）、中村麻里子、森杏奈、山內鈴蘭、橫山由依
    - 10期生：阿部瑪利亞（阿部マリア）、伊豆田莉奈、市川美織、入山杏奈、岩崎仁美、加藤玲奈、金澤有希、小林茉里奈、仲俁汐里、藤田奈那
- SKE48
  - Team S
    - 大矢真那、小野晴香、木崎由里亞（木﨑ゆりあ）、木下有希子、桑原瑞希（桑原みずき）、須田亞香里、高田志織、中西優香、平田璃香子、平松可奈子、松井珠理奈、松井玲奈、矢神久美

  - Team KII
    - 石田安奈、內山命、小木曾汐莉、齊藤真木子、高柳明音、古川愛李、松本梨奈、向田茉夏、若林倫香

  - Team研究生
    - 山田惠里伽

### 不參加第1公演
- SDN48
  - 1期生
    - 穐田和惠、伊藤花菜、今吉惠（今吉めぐみ）、梅田悠、浦野一美、大河內美紗、大堀惠、加藤雅美、河內麻沙美、近藤沙耶香（近藤さや香）、佐藤由加理、芹那、陳屈、西國原禮子、野呂佳代、畠山智妃、三井裕美（三ツ井裕美）、NaChu（なちゅ）、甲斐田樹里、小原春香、手束真知子

  - 2期生
    - 相川友希、亞希子、伊東愛、大山愛未、木本夕貴、KONAN、高橋由衣（たかはしゆい）、谷咲伴美、津田麻莉奈、奈津子、二宮悠嘉、福田朱子、福山咲良、藤社優美、細田海友、松島瑠美

## 曲目
- 所有時間為日本時間。

### 第1公演
- 舉行日期及時間：7月10日，入場時間17:00、出演時間18:00[1][2]
- 表演前播報：大島優子

1. overture
2. 淚中帶笑（泣きながら微笑んで）- 大島
3. 沙灘的櫻桃（渚のCHERRY） - 前田敦（中心）、大場、永尾、橫山
4. 盛夏的聖誕玫瑰（真夏のクリスマスローズ） - 篠田、松原、中田、前田亞
5. 制服的抵抗（制服レジスタンス） - 仁藤、板野、小野惠
6. 睡衣兜風（パジャマドライブ） - 平嶋、渡邊、仲川
7. Bird - 指原、高橋、北原
8. 心型病毒（ハート型ウイルス） - 高城、小嶋、佐藤堇
9. 口對口的巧克力（口移しのチョコレート） - 多田、柏木、內田
10. 奇跡也趕不及合格（奇跡は間に合わない） - 野中、宮澤、米澤
11. 不只是回憶（思い出以上） - 松井珠、木下、平松
12. 枯葉車站（枯葉のステーション） - 松井玲
13. 來一塊糖果（キャンディー） - 增田、河西、佐藤亞
14. MC1 - 柏木、高橋、篠田、大島、前田敦、渡邊、小嶋、宮澤
15. 抱歉、SUMMER（ごめんね、SUMMER） - 木崎、松井珠、松井玲、矢神、石田安、高柳、向田
16. 少女在盛夏會做什麼？（少女は真夏に何をする？） - 小野晴、木下、桑原、須田、高田、齊藤、若林、山田
17. 納豆天使（ナットウエンジェル） - 宮崎、板野、河西
18. MC2 - 前半：板野、河西；後半：宮崎、仁藤、佐藤堇、石田晴
19. 納豆文（ナットウマン） - 宮崎、仁藤、佐藤堇、石田晴
20. 青春的旗幟（青春のフラッグ） - 平嶋、多田、渡邊、仲川、菊地
21. MC3 - 平嶋、多田、仲川、菊地
22. 迷你裙精靈（ミニスカートの妖精） - 島田、竹內、森
23. MC4 - 小嶋、高橋、前田敦、板野、大島、柏木、渡邊
24. 心之羽根（心の羽根） - 小嶋、高橋、前田敦、板野、大島、柏木、渡邊
25. MC5 - 秋元、小野惠、峯岸、宮澤
26. RESET - Team K
27. 劇場的女神（シアターの女神） - Team B
28. RUN RUN RUN - Team A
29. MC6 - Team A、板野
30. 驚喜之淚！（涙サプライズ!） - Team A
31. 想見你（会いたかった） - 內田、梅田、田名部、中塚、野中、松井咲、米澤、小林、佐藤夏、鈴木、平嶋、增田、8期研究生、9期研究生、SKE48（松井玲除外）
32. 因為喜歡你（君のことが好きだから） - 多田、片山、倉持、指原、高城、仲川、前田亞、菊地、仁藤、藤江、石田晴、奧、小森、佐藤亞、佐藤堇、松井玲
33. 大聲鑽石（大声ダイヤモンド） - 小嶋、篠田、高橋、前田敦、秋元、板野、大島、小野惠、峯岸、宮澤、河西、柏木、北原、近野、宮崎、渡邊
34. Maybe是藉口（言い訳Maybe） - 多田、倉持、小嶋、篠田、高城、高橋、前田敦、秋元、板野、大島、小野惠、峯岸、宮澤、河西、柏木、北原、佐藤亞、宮崎、渡邊、松井珠、松井玲
35. 10年櫻（10年桜） - AKB48、松井珠、松井玲
36. RIVER - AKB48
37. MC7 - 高橋
38. 馬尾與髮圈（ポニーテールとシュシュ） - 全員

安可曲
1. 你和太陽和彩虹（君と虹と太陽と） - AKB48
2. Lucky Seven（ラッキーセブン） - 小嶋、指原、篠田、高城、高橋、前田敦、板野、大島、峯岸、宮澤、河西、柏木、北原、小森、宮崎、渡邊
3. 我們的紙飛機（僕たちの紙飛行機） - 全員[9][10]

- 表演後播報：大島優子

### 第2公演
- 舉行日期及時間：7月11日，入場時間12:00、出演時間13:00[1][2]
- 表演前播報：前田敦子

1. overture
2. 蔬菜姊妹（野菜シスターズ） - 多田、倉持、小嶋、指原、篠田、高城、高橋、前田敦、前田亞、秋元、板野、大島、小野、仁藤、峯岸、宮澤、河西、柏木、北原、小森、佐藤堇、宮崎、渡邊、松井珠、松井玲
3. 隔壁的香蕉（となりのバナナ） - AKB48
4. Baby! Baby! Baby! - AKB48
5. MC1 - AKB48
6. 抱歉、SUMMER - 木崎、松井珠、松井玲、矢神、石田安、高柳、向田
7. 羽豆岬 - 大矢、中西、平田、平松、內山、小木曾、古川、松本
8. MC2 - 大矢、中西、平田、平松、內山、小木曾、古川、松本
9. 真假搖滾（マジスカロックンロール） - 小嶋、篠田、高橋、前田敦、秋元、板野、大島、小野、柏木、渡邊、松井珠、松井玲
10. 馬路須加學園頂尖藍調（マジジョテッペンブルース） - 多田、倉持、小嶋、指原、篠田、高城、高橋、前田敦、秋元、板野、大島、小野、仁藤、宮澤、奧、河西、柏木、北原、小森、宮崎、渡邊、松井珠、松井玲、NaChu
11. MC3 - 高橋、秋元、NaChu
12. 夜風的惡作劇（夜風の仕業） - 前田敦
13. 無望之淚（てもでもの涙） - 大島、板野
14. I'm sure. - 小嶋、篠田
15. 你是天馬（君はペガサス） - 松井珠、松井玲、矢神、大矢
16. 禁忌的2人（禁じられた2人） - 高城、指原
17. 7點12分的初戀（7時12分の初恋） - 多田、小森、前田亞、島崎、山內
18. 沙灘的櫻桃 - 市川、小林茉、金澤、加藤玲
19. 曲終人盡（エンドロール） - 北原、高橋、宮澤、秋元
20. 蟲之敘事詩（虫のバラード） - 柏木
21. FIRST LOVE - 渡邊
22. 鏡中的聖女貞德（鏡の中のジャンヌ．ダルク） - 佐藤亞、倉持、河西、峯岸、仲川
23. MC4 -  小嶋、高橋、前田敦、板野、大島、渡邊
24. 心之羽根 - 小嶋、高橋、前田敦、板野、大島、柏木、渡邊
25. MC5 - 野呂
26. 孤獨的跑者（孤独のランナー） - SDN48
27. 夢之鐘（夢の鐘） - Team K
28. 勇氣的鐵鎚（勇気のハンマー） - Team B
29. Only today - Team A
30. MC6 - Team A
31. 想見你 - 內田、梅田、田名部、中塚、野中、松井咲、米澤、小林、佐藤夏、鈴木、平嶋、增田、8期研究生、9期研究生、SKE48（松井玲除外）
32. 因為喜歡你 - 多田、片山、倉持、指原、高城、仲川、前田亞、菊地、仁藤、藤江、石田晴、奧、小森、佐藤亞、佐藤堇、松井玲
33. 大聲鑽石 - 小嶋、篠田、高橋、前田敦、秋元、板野、大島、小野惠、峯岸、宮澤、河西、柏木、北原、近野、宮崎、渡邊
34. Maybe是藉口 - 多田、倉持、小嶋、篠田、高城、高橋、前田敦、秋元、板野、大島、小野惠、峯岸、宮澤、河西、柏木、北原、佐藤亞、宮崎、渡邊、松井珠、松井玲
35. 10年櫻 - AKB48、松井珠、松井玲
36. RIVER - AKB48
37. MC7 - 全員（中心：高橋、秋元、柏木）
38. 馬尾與髮圈 - 全員

安可曲
1. MC8 - 高橋
2. 你和太陽和彩虹 - AKB48
3. MC9 - 高橋、大島
4. 搬家了（引っ越しました） - AKB48
5. 機尾雲（ひこうき雲） - 全員[9][11]

- 表演後播報：前田敦子

### 第3公演
- 舉行日期及時間：7月11日，入場時間17:00、出演時間18:00[1][2]
- 表演前播報：高橋南

1. overture
2. 蕭邦C小調練習曲《革命》（ショパン 革命のエチュード）- 松井咲（鋼琴彈奏）
3. 馬尾與髮圈 - 小嶋、篠田、高城、高橋、前田敦、板野、大島、小野、峯岸、宮澤、河西、柏木、北原、宮崎、渡邊、松井珠
4. 被盜了的唇（盗まれた唇） - 岩佐、多田、片山、倉持、指原、前田亞、秋元、菊地、仁藤、藤江、奧、小森、佐藤亞、佐藤堇、松井玲、矢神
5. 我的YELL（僕のYELL） - 大家、仲川、中田、仲谷、松原、內田、梅田、田名部、中塚、野中、松井咲、米澤、石田、小林香、佐藤夏、鈴木、近野、平嶋、增田、8期研究生、9期研究生
6. 抱歉、SUMMER - 木崎、松井珠、松井玲、矢神、石田安、高柳、向田
7. 少女在盛夏會做什麼？ - 小野晴、木下、桑原、須田、高田、齊藤、若林、山田
8. 遠距離海報（遠距離ポスター） - 高城、宮崎、宮澤、多田、柏木、仁藤、前田亞
9. Choose me! - 北原、河西、倉持、指原、仲川、菊地、峯岸
10. 裙襬飄飄（スカート、ひらり） - 小嶋、篠田、高橋、前田敦、板野、大島、渡邊
11. MC1 - 小嶋、篠田、高橋、前田敦、板野、大島、渡邊
12. 誘惑的吊襪帶（誘惑のガーター） - SDN48
13. 萬歲暴風雨（ビバ！ハリケーン） - 倉持、小嶋、篠田、高橋、中田、前田敦、松原、秋元、板野、大島、小野、峯岸、宮澤、河西、佐藤夏、增田
14. 青春的閃電（青春の稲妻） - 大家、指原、高城、內田、梅田、田名部、仁藤、藤江、松井咲、北原、小森、佐藤亞、佐藤堇、近野、平嶋、宮崎
15. MC2 - 野呂、浦野、加藤雅、穐田、佐藤由、大堀
16. 心之羽根 - 小嶋、高橋、前田敦、板野、大島、柏木、渡邊
17. MC3 - 木崎、松井珠、松井玲、矢神、石田安、高柳、向田
18. 推Team B（チームB推し） - Team B
19. 唔吼大遊行（ウッホウッホホ） - Team K
20. 正在戀愛中（ただいま 恋愛中） - Team A
21. MC4 - Team A
22. 青春的旗幟 - 平嶋、多田、渡邊、仲川、菊地
23. MC5 - 平嶋、多田、仲川、菊地
24. Lucky Seven - 小嶋、指原、篠田、高城、高橋、前田敦、板野、大島、峯岸、宮澤、河西、柏木、北原、小森、宮崎、渡邊
25. 想見你 - 內田、梅田、田名部、中塚、野中、松井咲、米澤、小林、佐藤夏、鈴木、平嶋、增田、8期研究生、9期研究生、SKE48（松井玲除外）
26. 因為喜歡你 - 多田、片山、倉持、指原、高城、仲川、前田亞、菊地、仁藤、藤江、石田晴、奧、小森、佐藤亞、佐藤堇、松井玲
27. 大聲鑽石 - 小嶋、篠田、高橋、前田敦、秋元、板野、大島、小野惠、峯岸、宮澤、河西、柏木、北原、近野、宮崎、渡邊
28. Maybe是藉口 - 多田、倉持、小嶋、篠田、高城、高橋、前田敦、秋元、板野、大島、小野惠、峯岸、宮澤、河西、柏木、北原、佐藤亞、宮崎、渡邊、松井珠、松井玲
29. 10年櫻 - AKB48、松井珠、松井玲
30. RIVER - AKB48

安可曲
1. 蔬菜姊妹 - 多田、倉持、小嶋、指原、篠田、高城、高橋、前田敦、前田亞、秋元、板野、大島、小野、仁藤、峯岸、宮澤、河西、柏木、北原、小森、佐藤堇、宮崎、渡邊、松井珠、松井玲
2. MC6
3. Seventeen - 小嶋、指原、篠田、高城、高橋、前田敦、板野、大島、小野、峯岸、宮澤、河西、柏木、北原、宮崎、渡邊
4. 淚之Sea Saw Game（ - 多田、片山、倉持、松原夏、梅田、仁藤、藤江、米澤、石田、小森、佐藤堇、平嶋、增田、島崎、山內、大矢、矢神、高柳
5. 無限重播（ - 小嶋、指原、篠田、高城、高橋、仲川、前田敦、秋元、板野、大島、小野、峯岸、宮澤、河西、柏木、北原、佐藤亞、宮崎、渡邊、松井珠、松井玲
6. MC7
7. 馬尾與髮圈 - 全員[9][12]

- 表演後播報：高橋南

## 公佈
- 7月10日[9][13]
  - 於2010年9月26日在奈良藥師寺舉行戶外演唱會。
  - 分別於2010年10月意大利米蘭及11月在新加坡、澳門舉行海外公演。
  - 繼SKE48及SDN48後，在大阪難波成立NMB48及興建新劇場[14][15][16][17][18]。
- 7月11日[9][13]
  - 下午的公演中發表，將會解除SDN48限制18歲以上人士觀賞的禁令[19][20][21]。
  - 而在公演完結後公佈，於Ameba Pigg（日语：アメーバピグ）舉行的Team Pigg對戰中勝出的隊伍歌曲將會成為第18張單曲的B面曲[22][23]。
  - 晚上的公演完結後，戶賀崎智信宣佈第19張單曲（《機會的順序》）將會由猜拳決定選拔成員，而勝出的成員會擔任中心。猜拳大賽會於2010年9月21在日本武道館舉行。此外，亦即場進行研究生的淘汰賽及抽籤[24][25][26][27][28][29]。
  - 在進行猜拳大賽抽籤時，小野惠令奈宣佈將會在夏季畢業並不參加猜拳大賽[24][26][27][30][31][32][33][34][35][36][37][38]。

## DVD
演唱會的DVD由AKS在2010年10月2日發行。演唱會的演出內容及幕後花絮分別收錄在4枚DVD，並附送1張生寫真及收集卡。此外，亦同時發售同樣收錄了演唱會的演出內容的microSD及DVD版本，以及Premium Box版本。Premium Box共有3個版本，分別是Team A、Team K及Team B版本，內容包括4枚DVD、5張生寫真、1張收集卡及128頁的演唱會寫真集。